# Mario Cooper (Illustrator)
Mario Ruben Cooper (* 26. November 1905 in Mexiko-Stadt; † Juli 1995 in New York City) war ein amerikanischer Illustrator, Aquarellmaler, Bildhauer und Autor.

## Leben
Coopers Vater war amerikanischer Staatsbürger und stammte aus Kalifornien, seine Mutter war Mexikanerin. Als er neun Jahre alt war, nahm ihn sein Vater mit nach Kalifornien – wie seine spätere Frau Dale Meyers schrieb, um den Wirren der Mexikanischen Revolution zu entkommen. Seine künstlerische Ausbildung erhielt Cooper zunächst am Chouinard Art Institute und am Otis College of Art and Design in Los Angeles und setzte sie dann an der Grand Central School of Art und der Columbia University in New York fort. Er studierte Illustration bei Pruett Carter und Harvey Dunn, ferner Bildhauerei bei Oronzio Maldarelli.
Mario Cooper arbeitete zunächst vor allem in der Werbung, in einer Gravieranstalt („engraving house“, ein reprotechnisches Unternehmen, in den USA meist in Verbindung mit einer Werbeagentur), bei BBDO und als Artdirector bei Lord & Taylor; auch als Spezialist für Lettering und Layout. Seinen Durchbruch als Illustrator hatte er 1930, als er erstmals einen Auftrag von Collier’s erhielt. In den nächsten zwanzig Jahren erschienen zahlreiche seiner Arbeiten in Collier’s, so etwa die Illustrationen zu einer Reihe von Kriminalromanen von Agatha Christie, die dort als Fortsetzungsromane veröffentlicht wurden. Meist arbeitete er mit farbigen Tuschen auf dem Zeichenbrett, auch zusätzlich mit Wasserfarben.
Neben seiner Tätigkeit als Illustrator ist er auch als Aquarellmaler hervorgetreten. Cooper war von 1959 bis 1986 Präsident der American Water Color Society und hat auch einige Bücher zu Wasserfarbmalerei veröffentlicht. Ferner übernahm er gelegentlich Aufträge als Bildhauer für Kirchen und andere Institutionen.
Cooper lehrte Illustration unter anderem an der Grand Central School of Art, der Columbia University, dem Pratt Institute und der National Academy of Design. Er war Mitglied der Society of Illustrators, die ihn 2009 postum in ihre Hall of Fame aufnahm, und der National Sculpture Society.
1954 wurde Mario Cooper in das Kunstförderprogramm der amerikanischen Luftwaffe aufgenommen, später auch in das seit 1962 bestehende Kunstförderprogramm der NASA, das vor allem dazu dienen sollte, die Erfolge der Raumfahrt in Form von Kunstwerken zu dokumentieren.
Mario Cooper war zweimal verheiratet. Seine zweite Frau (seit 1964) war Dale Meyers, ebenfalls eine Malerin. Die American Watercolor Society verleiht die mit 2000 Dollar dotierte Mario Cooper and Dale Meyers Medal zur Anerkennung besonderer Leistungen in der Aquarellmalerei anlässlich ihrer jährlichen Ausstellung. Die Dolphin Medal, die von der American Watercolor Society zur Ehrung besonderer Verdienste um die Kunst und speziell die Aquarellmalerei vergeben wird, wurde von Cooper gestaltet.

## Werk
Coopers Illustrationen sind, gemäß Walt Reed, bekannt für ihre „dramatische Komposition“, verbunden mit einer „makellosen Technik“. In einem Würdigungsartikel in Collier’s hieß es 1944, kaum jemand sei besser darin, den Geist einer Geschichte in seinen Illustrationen zu erfassen („capturing the essential spirit of a story“), und daher sei er seit jenem Tag im Jahr 1930, als er zum ersten Mal mit einer riesigen Mappe voll Zeichnungen ins Redaktionsbüro gekommen sei, praktisch zu einem Teil von Collier’s geworden. Vor allem die Schöne-Frauen-Bilder („lovely-women drawings“) des Magazins seien zum großen Teil von ihm.
Coopers illustrierte in Collier’s die Agatha-Christie-Romane Appointment with Death (1937), Murder for Christmas (1938–39), Sad Cypress (1939–40), The Patriotic Murders (1940), Evil under the Sun (1940–41), Murder in Retrospect (1941) und Moving Finger (1942), eine Kurzfassung von The Hollow unter dem Titel The Outraged Heart (1946) sowie ihre Detektivgeschichte Four and twenty blackbirds (1940); ferner Wife for Sale (1932) und Bread into Roses (1936) von Kathleen Norris, Arch of Triumph (englische Übersetzung von Arc de Triomphe) von Erich Maria Remarque (1945) und eine Reihe von Kurzgeschichten anderer Autoren, etwa Guy Gilpatric, Stephen Morehouse Avery, Richard Connell, Charles Brackett, John Erskine, John Phillips Marquand, Thomas Monroe, Ernest Haycox, Margery Sharp, F. Scott Fitzgerald, Octavus Roy Cohen und Alec Waugh.
Zudem arbeitete Cooper für eine Reihe anderer Zeitschriften, wie Esquire und American Weekly. Er illustrierte auch Bücher, unter anderem The Story of Pocahontas (Shirley Graham, 1953) oder eine bearbeitete Kurzfassung von Ben Hur für The Golden Picture Classics (1956).
Im Bereich der Aquarellmalerei war Cooper nicht nur durch seine Werke bekannt, sondern vor allem durch seine umfangreiche Lehrtätigkeit und seine Schriften, die ebenfalls didaktischen Charakter hatten.
Als Bildhauer war er unter anderem für das St. Luke’s Hospital in Denver tätig. Er schuf zwei Figuren, den Evangelisten Lukas und eine Madonna mit dem Jesuskind, die dort am Haupteingang aufgestellt wurden.

## Aussehen
Cooper war ein relativ klein gewachsener, aber kräftiger Mann. 1944 hieß es in Collier’s, er sei fünf Fuß groß gewesen, also etwa 1 Meter 52, sei aber körperlich mit Größeren, auch aufgrund seiner Judokenntnisse, sehr gut fertig geworden. Ein Foto Coopers bei einem Verkleidungsspiel wurde im selben Jahr in Collier’s gedruckt. John Pike, ebenfalls ein Aquarellist aus dem Kunstförderprogramm der Luftwaffe, zeichnete Cooper 1969 während seines NASA-Auftrags 1969 „im Kampfanzug“ („in battle dress“), das heißt mit seiner Arbeitsausstattung (Kamera, Feldstecher, Schreib- und Malutensilien). Das Bild ist auf der Seite des National Air and Space Museum zu sehen.

## Schriften
- Flower Painting in Watercolor. Reinhold, New York 1962; 2., überarbeitete Auflage 1972
- Drawing and Painting the City. Reinhold, New York 1967
- Painting with Watercolor. Reinhold, New York 1971
- Watercolor by Design. Watson-Guptill, New York 1980
- The Art of Drapery. Styles and Techniques for Artists. Reinhold, New York 1983

### Biografische Texte
- Mario Cooper (1905–1995). Kurzbiografie auf watercolorpainting.com, archiviert im Internet-Archiv. Mit dem Aquarell San Trovaso (1974)
- Dale Meyers Cooper: 2009 Hall of Fame Inductee: Mario Ruben Cooper. Persönliche Erinnerungen seiner zweiten Frau auf der Seite der Society of Illustrators, New York

### Beispiele für das Werk
- Mario Cooper (1905–1995). Auswahl aus dem Werk auf americanartarchives.com, unter anderem mit Illustrationen für American Weekly, Collier’s und Esquire
- Illustrationen von Cooper aus den Jahren 1936 bis 1940 in der Charles Craver Collection der Washington University in St. Louis, veröffentlicht in Collier’s, archiviert im Internet-Archiv
- Andrea Degener: Mario Cooper Illustrating Agatha Christie. Online auf der Seite der Universitätsbibliotheken der Washington University in St. Louis, archiviert im Internet-Archiv, mit mehreren farbigen Illustrationsbeispielen
- Eine Suche in den Sammlungen des National Air and Space Museum ergibt 102 Werke, meist Filzstiftzeichnungen, aber auch zwei Aquarelle von Apollo 11: The Glittering Hours und Apollo 11 in the VAB
- Houseboat, Tokyo Canal. Aquarell von 1959 in der Sammlung des Metropolitan Museum of Art. Online